# Kerrang!
Kerrang! este o revistă britanică focusată pe muzica rock, și publicată de Bauer Media Group. Revista a fost publicată pentru prima dată pe 6 iunie 1981 ca supliment al ziarului Sounds. Numită prin cuvântul onomatopeic care derivă din sundetul produs de coarda chitarei electrice distorsionate, Kerrang! a fost inițial dedicată stilului New Wave of British Heavy Metal și artiștilor de hard rock. La mijlocul anilor 2000 ea era cea mai bine vândută revistă britanică.